# Paul de Mugártegui
Paul de Mugártegui (en espagnol : Pablo de Mugártegui), né au Pays basque en Espagne et mort à Mexico, est un missionnaire espagnol franciscain du XVIIIe siècle siècle envoyé en Nouvelle-Espagne. 

## Sa vie
Nous ne savons que peu de choses sur les circonstances de son arrivée en Nouvelle-Espagne et de son passé comme franciscain. Nous savons juste que lui aussi est passé par le Collège San Fernando de Mexico et qu'il accompagne le responsable des missions franciscaines en Californie Junípero Serra lors de ses visites des missions de Californie en 1777. Lors de ce voyage il serait tombé malade et aurait dû rester à la Mission San Diego de Alcalá pendant environ six mois pour récupérer. 
Ayant recouvré la santé, il partage son temps entre la mission San Gabriel Arcángel (en), la mission San Luis Obispo de Tolosa (en) et la mission San Carlos Borromeo de Carmelo. Il est ensuite appelé à renforcer l'équipe missionnaire de la nouvelle mission San Juan Capistrano. Homme de confiance il semble avoir été envisagé comme successeur du responsable de la mission Fermín Lasuén. Il est choisi comme responsable adjoint de la mission le 16 août 1786. Il demeure dans la mission San Juan Capistrano jusqu'au 13 novembre 1789, date à laquelle il retourne à Mexico. Là, en mai 1795, il préside le chapitre du collège d'un des couvents franciscains de la ville qui s'était réuni pour élire le gardien et ses conseillers.

## Source
- (en) Cet article est partiellement ou en totalité issu de l’article de Wikipédia en anglais intitulé « Pablo de Mugártegui » (voir la liste des auteurs).